# Mazus
Mazus är ett släkte av tvåhjärtbladiga växter. Mazus ingår i familjen Mazaceae.

## Dottertaxa tillMazus, i alfabetisk ordning[1]
- Mazus alpinus
- Mazus arenarius
- Mazus caducifer
- Mazus celsioides
- Mazus dentatus
- Mazus divaricatus
- Mazus fauriei
- Mazus fukienensis
- Mazus goodeniifolius
- Mazus gracilis
- Mazus harmandii
- Mazus henryi
- Mazus humilis
- Mazus kweichowensis
- Mazus lanceifolius
- Mazus lecomtei
- Mazus longipes
- Mazus mccannii
- Mazus miquelii
- Mazus novaezeelandiae
- Mazus oliganthus
- Mazus omeiensis
- Mazus procumbens
- Mazus pulchellus
- Mazus pumilio
- Mazus pumilus
- Mazus quadriprotuberans
- Mazus radicans
- Mazus rockii
- Mazus saltuarius
- Mazus solanifolius
- Mazus spicatus
- Mazus stachydifolius
- Mazus surculosus
- Mazus tainanensis
- Mazus wanmuliensis
- Mazus xiuningensis